# (17108) Patricorbett
(17108) Patricorbett (1999 JL51) – planetoida z pasa głównego asteroid okrążająca Słońce w ciągu 4,92 lat w średniej odległości 2,89 j.a. Odkryta 10 maja 1999 roku.